# Monument Messerschmitt Bf 108

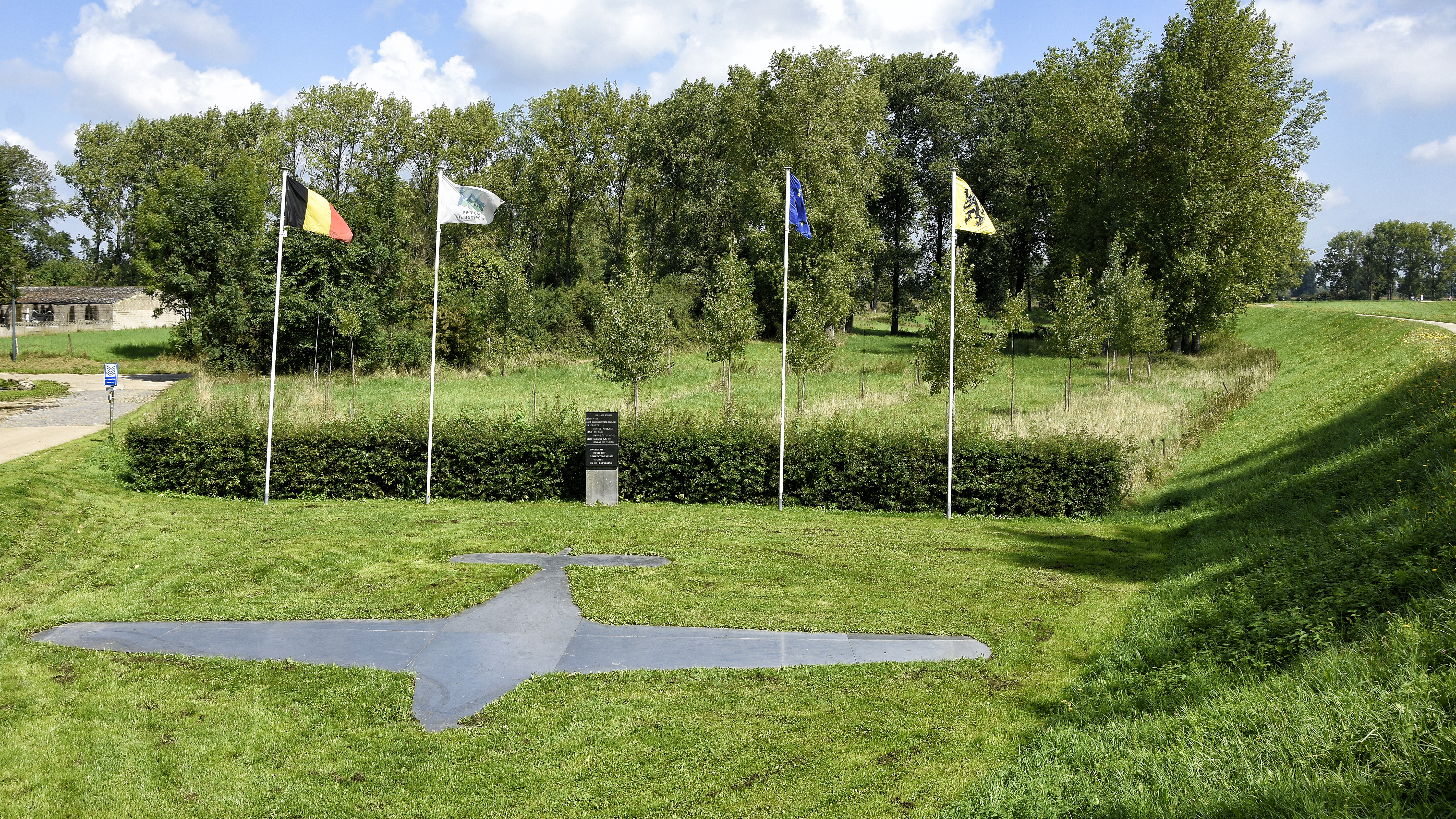
Monument Messerschmitt Bf 108

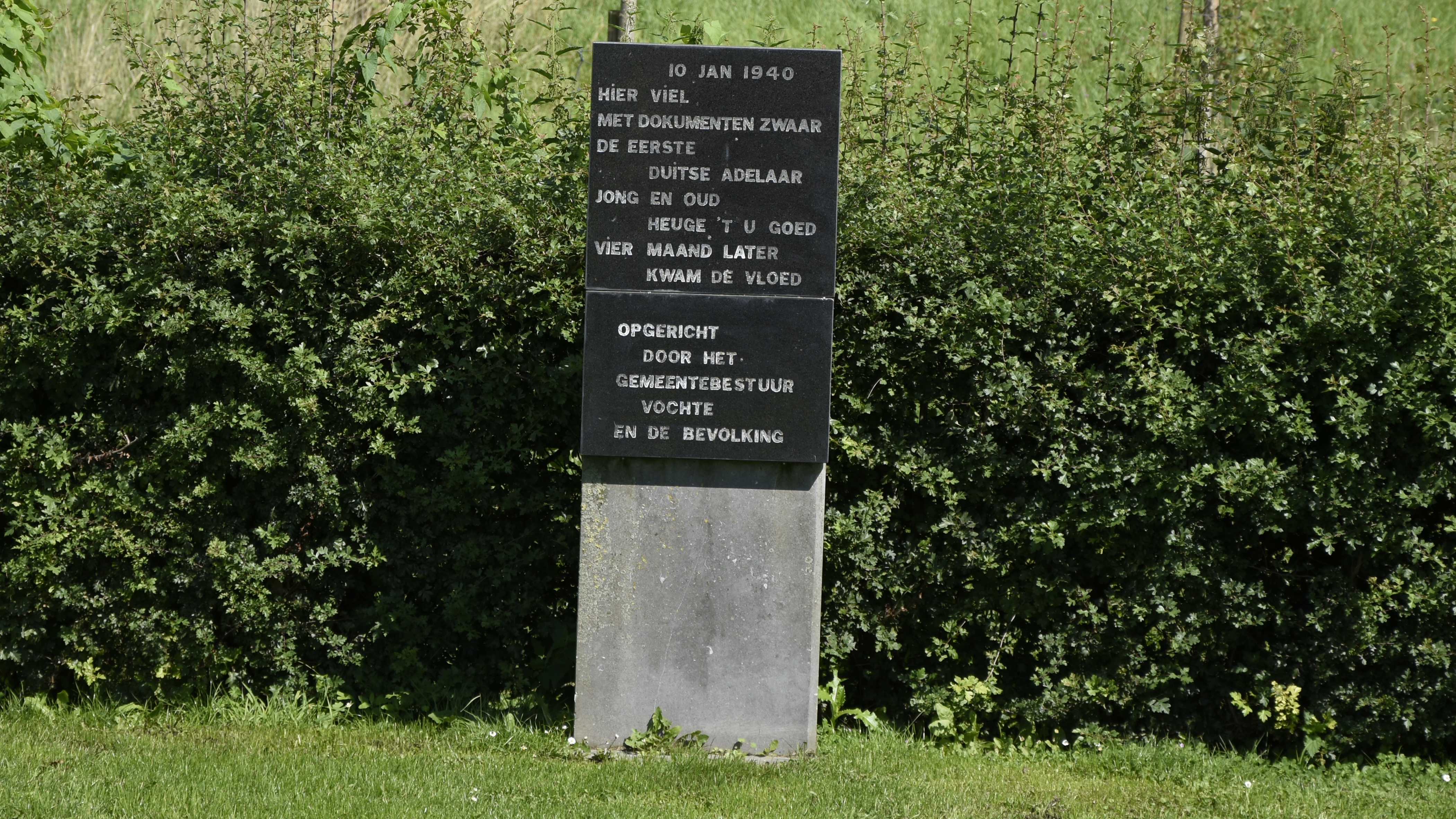
Monument Messerschmitt Bf 108

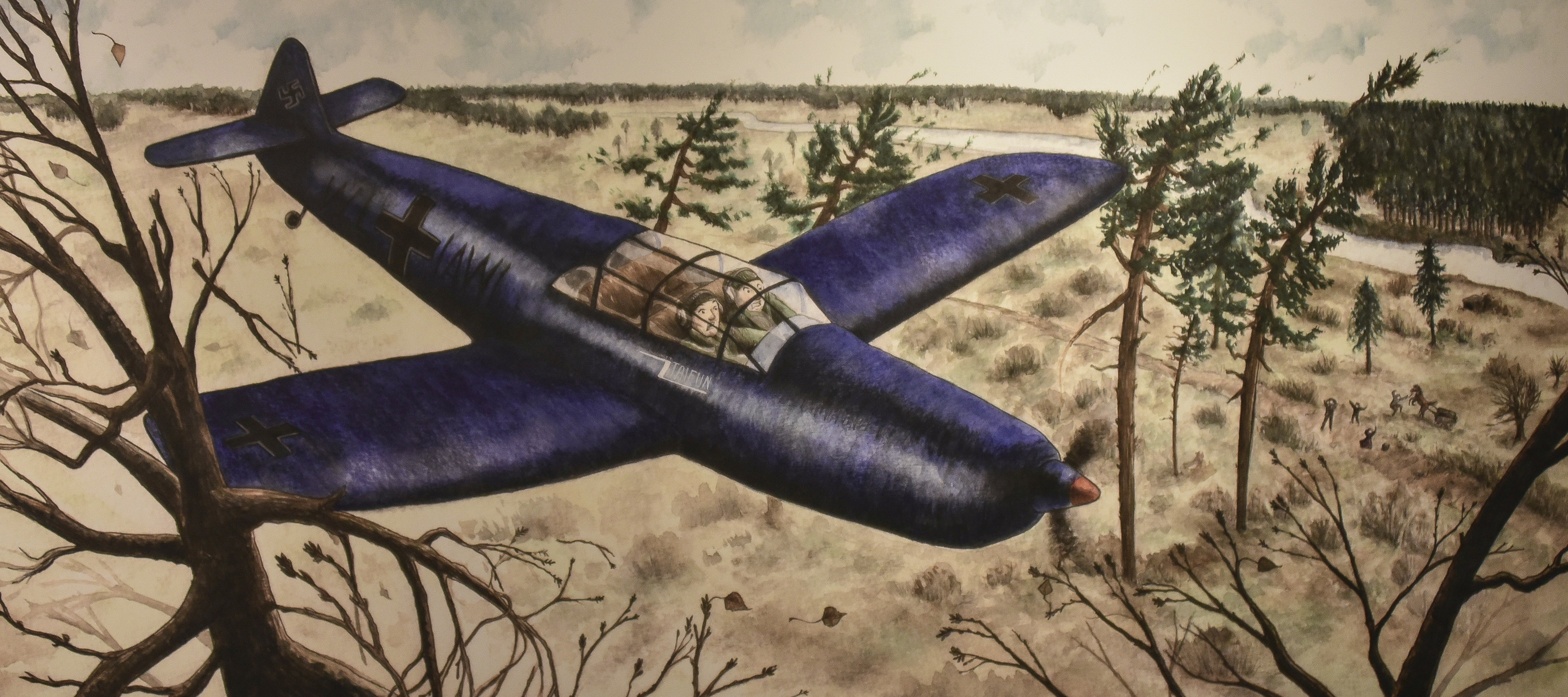
Evocatie van het vliegtuig in het Fort Eben-Emael

Het Monument Messerschmitt Bf 108 is een oorlogsgedenkteken in de Belgische deelgemeente Vucht. Het monument werd in de jaren zestig van de 20e eeuw geplaatst op de plek waar op 10 januari 1940 een Duits vliegtuig Messerschmitt Bf 108 Taifun een noodlanding maakte. Aan boord van dit vliegtuig bevonden zich de plannen voor de invasie van de Lage Landen, Fall Gelb genoemd.

## De vlucht
De majoors Erich Höhnmann, militair piloot, en Helmut Reinberger ontmoetten elkaar op 9 januari 1940 op het vliegveld Loddenheide te Münster. Höhnmann stelde Reinberger voor mee te vliegen naar Keulen. Höhnmann wist niet dat Reinberger de plannen voor Fall Gelb bij zich had maar Reinberger liet zich overtuigen, ondanks een strikt verbod om zich per vliegtuig te verplaatsen met deze plannen op zak.
Toen ze tijdens de vlucht in mistbanken terecht kwamen week Höhnmann - die op zicht navigeerde - te veel naar het westen af. Ze meenden de Rijn te herkennen maar het was de Maas. Door problemen met de brandstof moesten ze een noodlanding maken. Höhnmann wist twee populieren te ontwijken die overigens wel de vleugels beschadigden. Höhnmann en Reinberger kwamen ongedeerd uit de noodlanding.

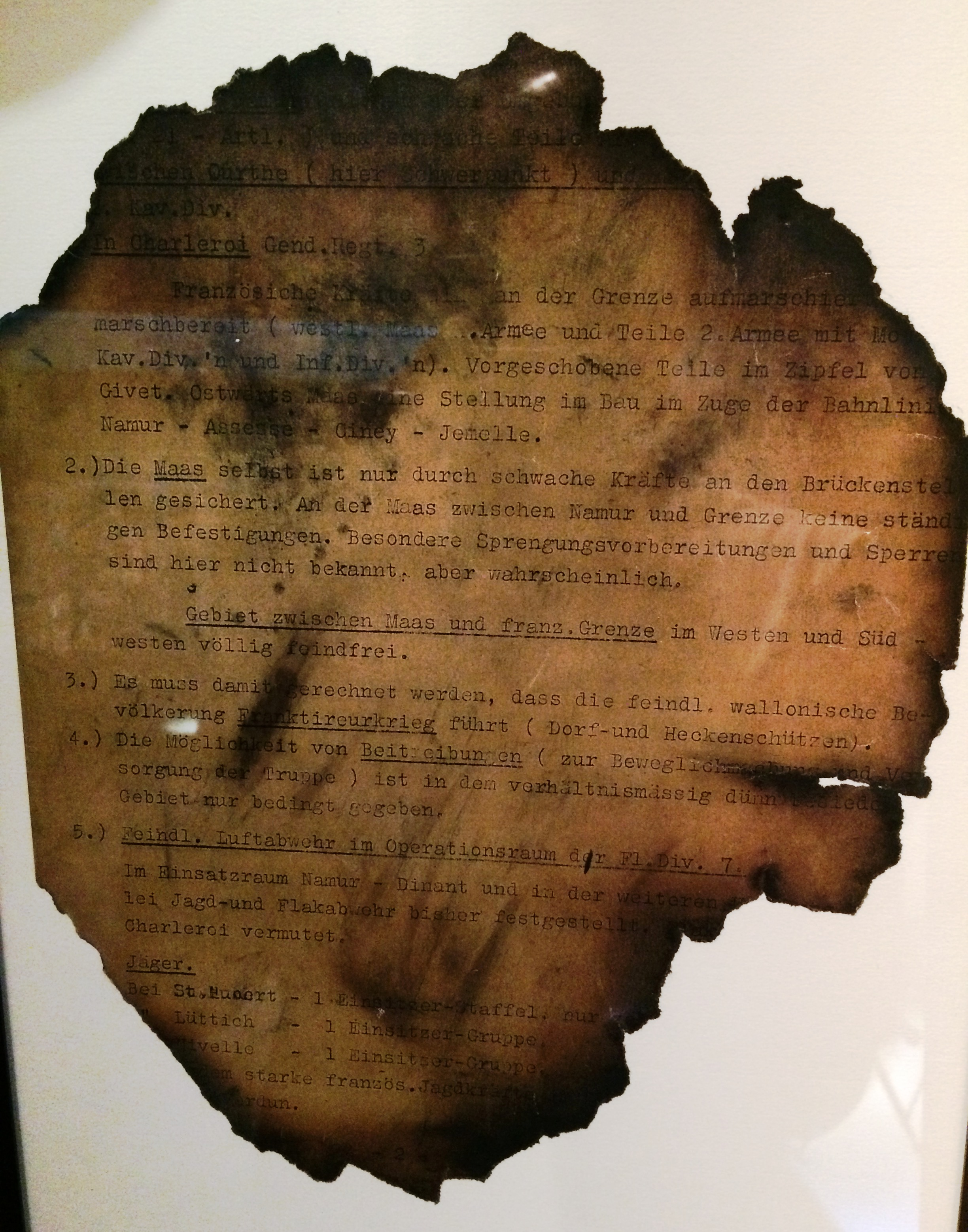
Deel van het in brand gestoken Duitse plan

## Fall Gelb in Belgische handen
Toen Reinberger aan Vuchtenaar Engelbert Lambrichts lucifers vroeg en de plannen wilde verbranden begreep Höhnmann de ernst van de zaak. Korporaal Gerard Rubens van de Grenswacht die was toegesneld wist het vuur te doven en met hulp van andere grenswachters werden de Duitsers gevangen genomen en voor ondervraging meegenomen naar Mechelen-aan-de-Maas. Daar werd opnieuw een poging om de plannen te verbranden verijdeld toen een Duitser ze in een brandende kachel wierp.
Onderzoek in Brussel zorgde ervoor dat de geallieerden beducht waren voor een op handen zijnde aanval. Hitler liet de bevelhebber van de 2e Luchtvloot vervangen.